# Volmaakt kosmologisch principe
Het volmaakt kosmologische principe is in de kosmologie de aanname dat naast de uitgangspunten van kosmologisch principe (homogeen en isotroop), het heelal op grote schaal gezien op ieder tijdstip er ook hetzelfde uitziet. Het volmaakt kosmologisch principe was een belangrijk uitgangspunt van de steady-statetheorie. 
Door de ontdekking van quasars door Maarten Schmidt in 1963 en de ontdekking van de kosmische achtergrondstraling door Arno Allan Penzias en Robert Woodrow Wilson in 1964 werd aangetoond dat het heelal er niet op elk moment hetzelfde uitzag. De achtergrondstraling is een overblijfsel van het begin van het vroege heelal toen het nog heel heet was en quasars zijn objecten die alleen in het jonge heelal voorkwamen.